# Valentin Mankin
Valentin Mankin (19. srpna 1938 Kyjev – 1. června 2014 Viareggio) byl ukrajinský jachtař židovského původu, který reprezentoval Sovětský svaz. Vybojoval čtyři olympijské medaile, z toho tři zlaté a jednu stříbrnou. Jedna zlatá je individuální, ze závodu ve třídě Finn na olympijských hrách v Mexiku roku 1968. Další dvě zlaté jsou ze závodu dvojic, konkrétně z třídy tempest na olympiádě v Mnichově roku 1972 a třídy Star na olympiádě v Moskvě roku 1980. V Montréalu 76 získal ve třídě tempest stříbro. V roce 1988 emigroval do Itálie, kde přijal nabídku trénovat pro Italskou jachtařskou federaci. Působil v Livornu. V Itálii nakonec i zemřel.